# Bohosudov
Bohosudov (německy Mariaschein) je centrální část dnešního města Krupka v okrese Teplice. Bohosudov je také název katastrálního území o rozloze 2,02 km².

## Historie
První písemná zmínka o Bohosudově pochází z roku 1352.
Od roku 1587 zde působí Tovaryšstvo Ježíšovo, řeholní řád římskokatolické církve, s přestávkami v letech 1773 až 1583 a v letech 1950 až 1990.
Roku 1902 fungoval v katastrálním území Bohosudov hnědouhelný důl Austria II provozovaný Těžařstvem Austria.
V letech 1938 až 1945 byl Bohosudov v důsledku uzavření Mnichovské dohody přičleněn k nacistickému Německu.

## Obyvatelstvo
Při sčítání lidu v roce 1921 v Bohosudově žilo 3 704 obyvatel (z toho 1 867 mužů), z nichž bylo 702 Čechoslováků, 2 890 Němců, dva příslušníci jiné národnosti a 110 cizinců. Většina (3 433 lidí) se hlásila k římskokatolické církvi, ale žilo zde také 79 evangelíků, šest členů církve československé, pět židů a 180 lidí bez vyznání. Podle sčítání lidu z roku 1930 měl Bohosudov 4 449 obyvatel: 750 Čechoslováků, 3 589 Němců, pět příslušníků jiné národnosti a 105 cizinců. Stále převládala římskokatolická většina (3 876 osob). Druhou největší skupinou bylo 428 lidí bez vyznání a kromě nich ve městě žilo 125 evangelíků, jedenáct členů církve československé a sedm příslušníků nezjišťovaných církví.
|                                                                 | 1869  | 1880  | 1890  | 1900  | 1910  | 1921  | 1930  | 1950  | 1961  | 1970  | 1980  | 1991  | 2001  | 2011  |
| --------------------------------------------------------------- | ----- | ----- | ----- | ----- | ----- | ----- | ----- | ----- | ----- | ----- | ----- | ----- | ----- | ----- |
| Obyvatelé                                                       | 1 494 | 2 446 | 2 884 | 3 752 | 3 575 | 3 704 | 4 449 | 2 550 | 2 821 | 2 428 | 3 822 | 3 321 | 3 740 | 4 014 |
| Domy                                                            | 126   | 194   | 220   | 261   | 278   | 287   | 414   | 494   | —     | 431   | 481   | 462   | 531   | 587   |
| Počet domů z roku 1961 je zahrnut v domech místní části Krupka. |       |       |       |       |       |       |       |       |       |       |       |       |       |       |

## Hospodářství a doprava
Bohosudovem prochází železniční trať Ústí nad Labem – Chomutov s železniční stanicí Bohosudov (do prosince 2016 Bohosudov, poté do roku 2023 Krupka-Bohosudov a pak opět Bohosudov) a zastávkou Krupka-Bohosudov, která slouží celé Krupce. Zastavují zde osobní vlaky, zpravidla v hodinovém intervalu. Severní částí Bohosudova vede také trať Děčín – Oldřichov u Duchcova.

## Osobnosti
- Herta Lindnerová (1920–1943), odbojářka
- Ferdinand Josef Schneider (1879–1954), literární historik, vysokoškolský profesor

## Pamětihodnosti

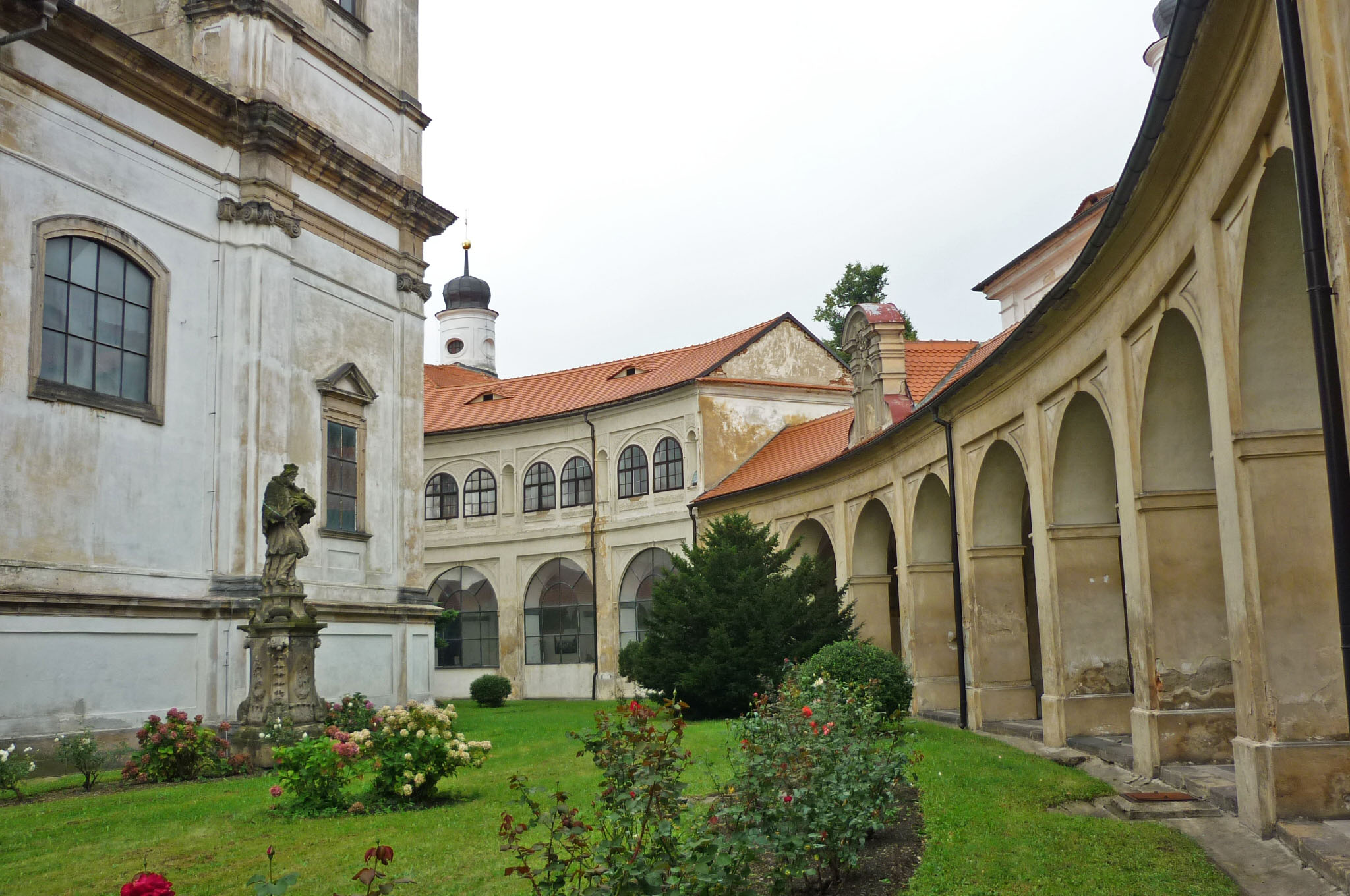
Areál poutní baziliky Panny Marie Bolestné v Bohosudově

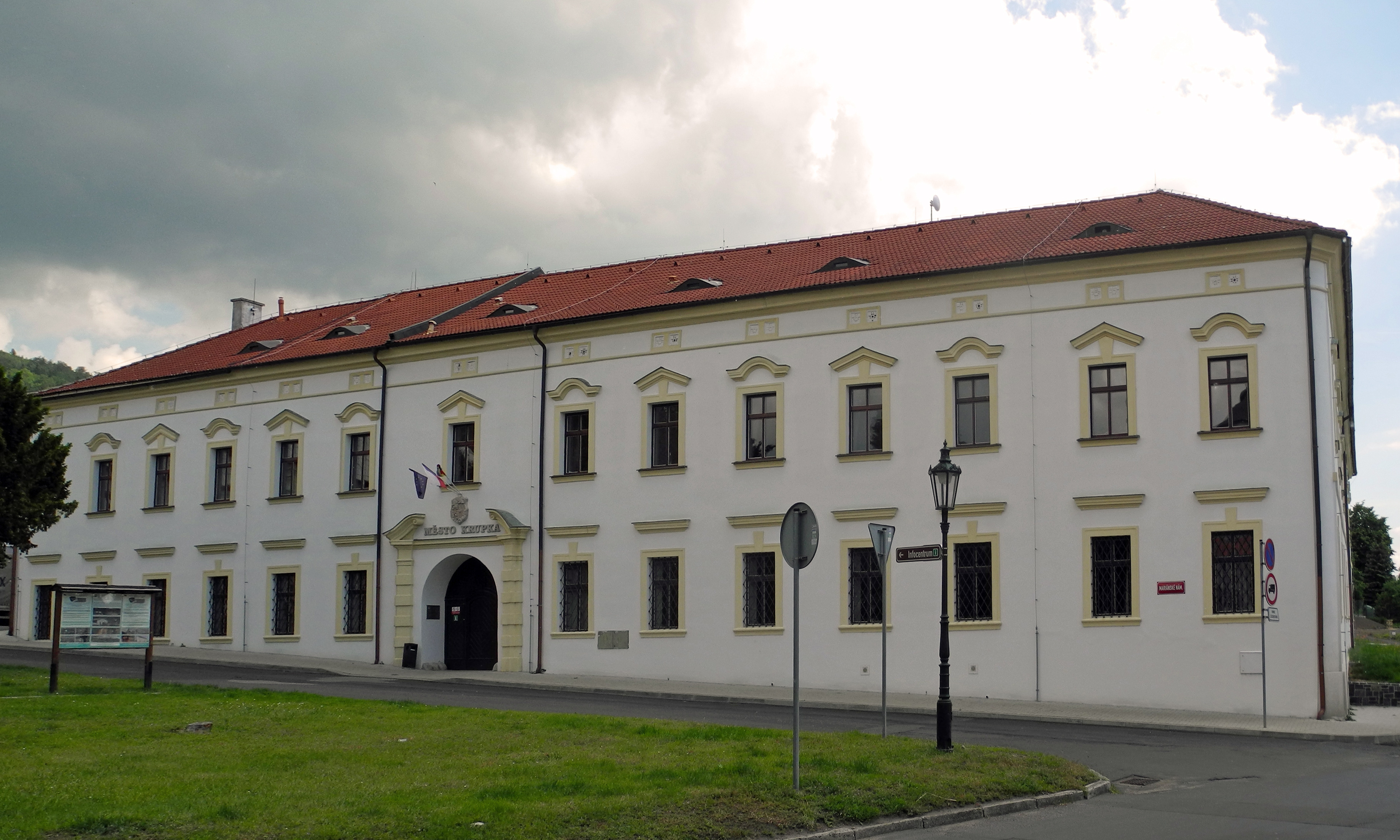
Bývalý františkánský klášter, dnes radnice

- Bohosudovská bazilika Panny Marie Bolestné je významným poutním místem.
- Jezuitská rezidence, klášterní budova, dnes Biskupské gymnázium Bohosudov
- Křížová cesta s kaplí Božího hrobu a Kalvárií
- Mezi ulicemi Nad Plovárnou a Sídliště Nad Plovárnou se dochovalo tvrziště Starý dvůr ze 14. století.[12]